# Ettore De Ruggiero
Ettore De Ruggiero (Napoli, 20 agosto 1839 – Roma, 7 agosto 1926) è stato uno storico e filologo italiano.

## Biografia
Nato da Emilia Nudi e da Celestino De Ruggiero, una coppia cattolica benestante, fece studi umanistici rivelando precoci interessi riguardo alla storia, al diritto e all'economia, come mostrano i due saggi, scritti quando era ancora studente di lettere nell'Università di Napoli, la Monografia sul disboscamento e Dell'economia silvana e della legge forestale nelle provincie meridionali d'Italia.
Notato dal De Sanctis, dopo la laurea conseguita nel 1861 gli fu concessa una borsa di studio per un soggiorno a Berlino, dove studiò filologia e storia antica sotto la guida di August Boeckh e Theodor Mommsen. Tornato a Napoli nel 1866, vi pubblicò nel 1867 La dittatura a Roma nel periodo di transizione dalla monarchia alla repubblica e nel 1868 Il diritto di cittadinanza romana, anno nel quale, con l'appoggio dei professori Giulio Minervini e Luigi Settembrini, ottenne le cattedre di antichità greche e romane e di archeologia, iniziando i suoi corsi con la prolusione L'antichità classica e la cultura moderna.
Seguìrono nel 1872 le pubblicazioni dello studio La Gens in Roma avanti la formazione del Comune, de La numismatica e le discipline classiche e del Sommario delle lezioni di archeologia. Nello stesso anno ottenne la cattedra di antichità greche e romane dell'Università di Roma e, nel 1874, l'incarico di epigrafia nella Scuola archeologica, anno nel quale con Lo Stato ed i monumenti dell'antichità in Italia, egli poneva il problema dell'organizzazione dei beni archeologici raccolti nei musei. Gli furono subito affidate le direzioni del Museo Kircheriano, pubblicandone il catalogo nel 1878, e del Museo nazionale delle Terme di Roma.
Sulla «Nuova Antologia» furono pubblicati a puntate, dal 1874 al 1875, i suoi Studi sul diritto pubblico romano da Niebuhr a Mommsen, dove sulla scia del Mommsen, unendo filologia e diritto, iniziò una serie di ricerche sul diritto romano, proseguite con Il diritto di cittadinanza romana, del 1877, con L'arbitrato pubblico in relazione con il privato presso i Romani, del 1893, e con Le colonie dei Romani, del 1897. Nel 1886 si fece promotore del Dizionario epigrafico di antichità romane, enciclopedia delle fonti epigrafiche, numismatiche e papirologiche sugli esempi tedeschi della Real Encyklopedie e del Corpus Inscriptionum Latinarum, al quale collaborarono studiosi italiani e stranieri, ma del quale, stante la vastità dell'opera, poté curare solo i tre volumi, con tre tomi, dalla lettera A alla lettera H.
I suoi ultimi scritti consistono nella guida Il Foro romano del 1913, ne Lo Stato e la città capitale nel mondo romano, del 1918, e ne Lo Stato e le opere pubbliche in Roma antica del 1925. De Ruggiero lasciò l'insegnamento nel 1919 e gli succedette Giuseppe Cardinali. Negli ultimi anni fu afflitto dalla cecità, e morì a Roma il 7 agosto 1926, assistito dalla seconda moglie Antonia Bianchi. Dalla prima moglie, Eloisa Lavoignat, aveva avuto quattro figli, uno dei quali, Roberto, fu un apprezzato giurista, docente di diritto romano e preside di facoltà nell'Università di Napoli nonché rettore nell'Università di Cagliari. Ettore De Ruggiero fu anche lo zio del noto storico della filosofia Guido De Ruggiero.